# Глаголев, Евгений Борисович
Евге́ний Бори́сович Глаго́лев (16 мая 1929, Тула, РСФСР — 28 ноября 2007) — советский и российский конструктор автоматического оружия.

## Биография
Родился 16 мая 1929 года в Туле. После окончания десятого класса 53-й средней школы поступил в Тульский механический институт, который окончил в 1952 году.
Получив диплом инженера-механика, по распределению был направлен на машиностроительный завод в Златоуст. Его трудовая деятельность началась с должности мастера цеха, а вскоре ему предложили перейти на должность конструктора в отдел главного механика. Так в 1954 году Евгений Борисович стал начальником КБ автоматизации.
В 1956 году он вернулся в Тулу и устроился работать инженером-конструктором в технический отдел тульского завода «Красный Октябрь» (ныне завод «Туласантехника»), где вырос до главного конструктора завода.
В 1966 году Евгений Борисович перешёл на работу в КБП ведущим инженером. Он стал руководить группой по разработке 7,62-мм и 12,7-мм авиационных пулемётов. В 1985 году группа была преобразована в сектор, а сам Евгений Глаголев стал его начальником — главным конструктором проекта.
Разработанный под его руководством и при непосредственном участии пулемёт под индексом ГШГ-7,62 прошёл государственные лётные испытания и в 1979 году был принят на вооружение вертолётов. Его конструкторская мысль никогда не стояла на месте, он постоянно загорался новыми идеями. Настойчивое стремление к оптимальным техническим решениям, способность увлекать и побуждать к творческой работе подчинённых всегда были его отличительной чертой. Он получил 32 авторских свидетельства, тринадцать из которых были внедрены в народное хозяйство.
В 63 года Глаголев вышел на пенсию. Умер 28 ноября 2007 года в возрасте 78 лет.

## Награды
- Награждён орденами «Знак Почёта» и «Дружбы народов», медалью «За доблестный труд».
- Лауреат премии имени С. И. Мосина[1].
- Присвоено звание «Лучший конструктор министерства»[1].